# Petr Adamec
Petr Adamec (6. června 1960 Prostějov) je český profesionální trenér plavání, sportovní funkcionář a bývalý československý sportovní plavec. Účastník olympijských her v roce 1980.

## Sportovní kariéra
Plavat se naučil v 10 letech během základních kurzů plavání v rodném Prostějově. Ve 12 letech byl vybrán do sportovní třídy základní školy se zaměřením na závodní plavání. Připravoval se pod vedením Petra Hošťálka. Jako talentovaný kraulař se dostal ve 14 letech do Brna do klubu Rudá hvězda k trenéru Bernardu Kočařovi. Specializoval se na střední tratě 200 a 400 m volným způsobem.
Mezi československou plaveckou špičku pronikl od roku 1977. Celou sportovní kariéru byl však ve stínu Daniela Machka. V roce 1979 zaznamenal výrazný výkonnostní progres, který vygradoval v olympijském roce 1980. V dubnu na zimním mistrovství republiky poprvé na trati 400 m volný způsob Machka porazil a výrazně se přičinil ke své nominaci na olympijské hry v Moskvě. Olympijskou nominaci později potvrdil na květnových mezinárodních závodech ve Vídni, kde zaplaval své osobní rekordy na 200 (1:55,41) i 400 m (4:01,38). Ve svém úvodním závodě na 200 m volný způsob zaplaval 21. července v rozplavbách čas 1:55,84 a obsadil celkové 28. místo. Se štafetou 4×200 m skončil v československém rekordu 7:42,18 na celkovém 9. místě. Při svém závěrečném vystoupení na olympiádě v disciplíně 400 m volný způsob obsadil celkové 21. místo časem 4:03,97.
V roce 1981 jeho výkonnost stagnovala. V roce 1982 došlo ke zrušení brněnské SVS FMV a rozhodl se k přestupu na Slovensko do armádního plaveckého oddílu při AŠVS Dukla Banská Bystrica. Banskobystrická Dukla se pod vedením nového velitele Vladimíra Kovačiče snažila pozvednout sportovní úroveň armádního plaveckého klubu. V Dukle se začal více věnovat dlouhým tratím. V roce 1983 na letním mistrovství republiky v Bratislavě se jako druhý československý plavec dostal na 1500 m časem 15:59,00 pod hranici 16 minut. Zároveň vytvořil nový slovenský rekord, který překonal až v roce 2011 Richard Nagy. 
V roce 1984 startoval na závodech Družba 84, které byly kompenzací za bojkotované olympijské hry v Los Angeles. Na trati 400 m volný způsob doplaval ve finále na 8. místě v čase 4:03,81 a na 1500 m v čase 16:17,51 na 6. místě.
Sportovní kariéru ukončil v roce 1986. 
Po skončení sportovní kariéry na Slovensku zůstal a věnoval se trenérské práci jako profesionál. K jeho nejznámějším svěřenkyním patřila olympionička Ivana Walterová. V roce 2003 se vrátil do rodného Prostějova, kde se věnuje trenérské práci v TJ Prostějov.

### Slovenské rekordy od 1.1.1993
|      | disciplína          | čas      | klub                       | datum      | závod                                 | místo                    | poznámka       | platnost         | pokořitel            |
| ---- | ------------------- | -------- | -------------------------- | ---------- | ------------------------------------- | ------------------------ | -------------- | ---------------- | -------------------- |
| 1983 | 400 m volný způsob  | 4:01,15  | AŠVS Dukla Banská Bystrica | 21.11.1983 | mistrovství spřátelených armád        | Leningrad, Sovětský svaz |                | 28 let a 103 dní | Richard Nagy (2012)  |
| 1983 | 800 m volný způsob  | 8:28,24  | AŠVS Dukla Banská Bystrica | 22.7.1983  | letní mistrovství republiky v plavání | Pasienky, Bratislava     | mezičas 1500 m | 25 let a 354 dní | Pavol Jelenák (2009) |
| 1983 | 1500 m volný způsob | 15:59,00 | AŠVS Dukla Banská Bystrica | 22.7.1983  | letní mistrovství republiky v plavání | Pasienky, Bratislava     |                | 27 let a 309 dní | Richard Nagy (2011)  |